# Whitbread Round the World Race de 1973-74
A Whitbread Round the World Race de 1973-74 foi a 1° edição da regata de volta ao mundo da Volvo Ocean Race. Inicialmente patrocinada pela empresa britânica Whitbread Group PLC Iniciada em 8 de Setembro de 1973, em Portsmouth, Inglaterra, e com término em Abril de 1974, tambem no Porto de Portsmouth. A regata demorou 133 dias, com a vitória da embarcação mexicana Sayula II, capitaneada por Ramón Carlin.

## Modelo
O modelo de embarcação nesta edição foi o Swan 65.

## Calendário
| Regata   | Inicio                        | Final                         | Vencedor         | Capitão      |
| -------- | ----------------------------- | ----------------------------- | ---------------- | ------------ |
| Regata 1 | Portsmouth, Inglaterra        | Cidade do Cabo, África do Sul | Sayula II        | Ramón Carlin |
| Regata 2 | Cidade do Cabo, África do Sul | Sydney, Austrália             | Pen Duick VI     | Éric Tabarly |
| Regata 3 | Sydney, Austrália             | Rio de Janeiro, Brasil        | Great Britain II | Chay Blyth   |
| Regata 4 | Rio de Janeiro, Brasil        | Portsmouth, Inglaterra        | Sayula II        | Ramón Carlin |

## Resultados
| Posição | Barco            | Capitão                                                        | País               | tempo     |
| ------- | ---------------- | -------------------------------------------------------------- | ------------------ | --------- |
| 1       | Sayulla II       | Ramón Carlin                                                   | México             | 133d 13h  |
| 2       | Adventure        | Patrick Bryans, Malcolm Skene, George Vallings & Roy Mullender | Reino Unido        | 135d 8h   |
| 3       | Grand Louis      | André Viant                                                    | França             | 138d 15h  |
| 4       | Kriter           | Jack Grout, Michael Malinovsky & Alain Gliksmann               | França             | 141d 2h   |
| 5       | Guia             | Giorgio Falck                                                  | Itália             | 142d 19h  |
| 6       | Grã Bretanha II  | Chay Blyth                                                     | Reino Unido        | 144d 11h  |
| 7       | Second Life      | Roddy Ainslie                                                  | Reino Unido        | 150d 8h   |
| 8       | Cserb            | Doi Malingri                                                   | Itália             | 155d 7h   |
| 9       | British Soldier  | James Myatt                                                    | Reino Unido        | 156d 21h  |
| 10      | Tauranga         | Eric Pasoli                                                    | Itália             | 156d 22h  |
| 11      | Copernicus       | Zygfryd Perlicki                                               | Polónia            | 166d 19h  |
| 12      | 33 Export        | Jean-Pierre Millet & Dominque Guillet                          | França             | 175d 22h  |
| 13      | Otago            | Zdzislaw Pienkawa                                              | Polónia            | 178d 9h   |
| 14      | Peter von Danzig | Reinhard Laucht                                                | Alemanha Ocidental | 179d 15h  |
| 15      | Pen Duick VI     | Eric Tabarly                                                   | França             | sem tempo |
| 15      | Burton Cutter    | Leslie Williams & Alan Smith                                   | Reino Unido        | sem tempo |
| 15      | Jakaranda        | John Goodwin                                                   | África do Sul      | sem tempo |
| 15      | Concorde         | Pierre Chassin                                                 | França             | sem tempo |
| 15      | Pen Duick III    | M. Cuiklinski                                                  | França             | sem tempo |